# Epiphragma joculator
Epiphragma joculator là một loài ruồi trong họ Limoniidae. Chúng phân bố ở miền Australasia.